# Format écran large
 (juin 2016).
Si vous disposez d'ouvrages ou d'articles de référence ou si vous connaissez des sites web de qualité traitant du thème abordé ici, merci de compléter l'article en donnant les références utiles à sa vérifiabilité et en les liant à la section « Notes et références ».

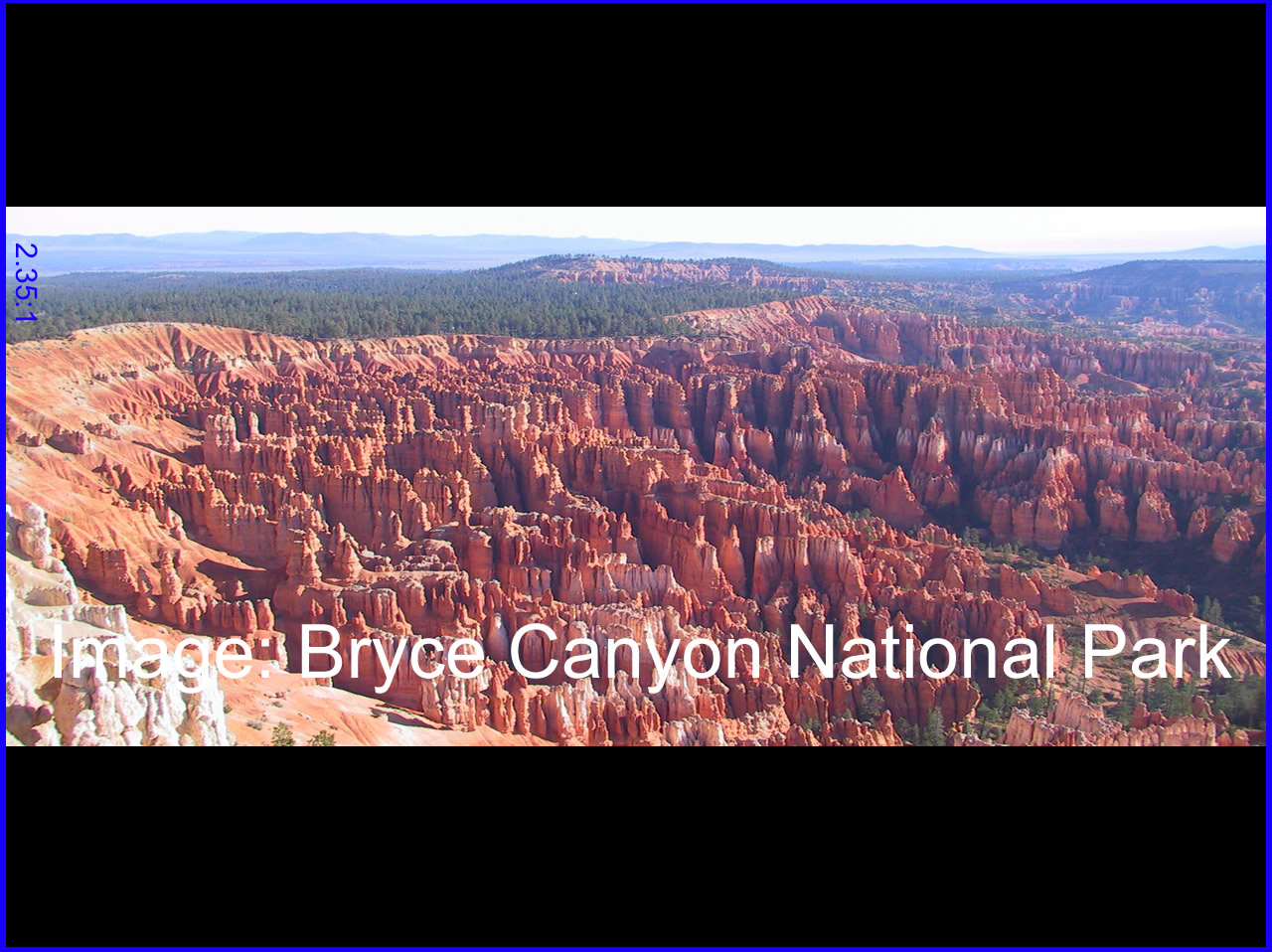
Format écran large. Deux larges bandes noires situées au-dessus et en dessous centrant ainsi l'image.

Le format écran large est un format d'image utilisé dans les films et séries sur télévision et écran d'ordinateur. Le format de l'image est le rapport de sa largeur divisée par sa hauteur.
Dans les domaines cinématographique et vidéo, un film au format écran large est un film dont le format d'image est supérieur, c'est-à-dire plus large, que le format académique (1,375).

## Historique
Historiquement, à la télévision, le format d'image diffusé est le 4:3 (1,33). Durant les années 2000, le format 16:9 se popularise et devient de plus en plus utilisé et inclus dans les téléviseurs et lecteurs DVD. Également avec les ordinateurs, un format d'image plus large que le 4:3 est appelé écran large. Les ordinateurs à écran large sont typiquement dotés d'un format 16:9.
Par exemple, le format 16:9 (1,78) est un format écran large car projeté sur un écran au format 4/3, il présente deux larges bandes noires situées au-dessus et en dessous de l'écran, centrant ainsi l'image verticalement et optimisant sa qualité.
Le scope a un format de 2,39.

## Taille, format et définition
Il y a souvent une confusion entre la taille, le format et la définition d'un écran.
TailleLa taille est la dimension physique d'un écran, le plus souvent exprimée en pouce ;
formatproportion entre la hauteur et la largeur de l'écran. En télévision il était de 4/3 puis de 16/9 mais il peut être tout autre (16/10 par exemple) ;
Définition (résolution par abus de langage)nombre de pixels distincts sur un écran. Historiquement, elle était de 640x480 en télévision mais aujourd'hui au moins 1024x768 pour la TV voire plus pour les ordinateurs personnels et la TV.